# Victor Olatunji
Victor Oluyemi Olatunji (* 5. září 1999 Sokoto) je nigerijský profesionální fotbalista, který hraje na pozici útočníka za americký  klub Real Salt Lake.

## Klubová kariéra
Olatunji v osmnácti letech zamířil z rodné Nigérie do Evropy, nejprve působil na Slovensku, následně v Rakousku a poté zakotvil na Kypru.

### Železiarne Podbrezová
Olatunji debutoval za Železiarne Podbrezová 16. února 2019 proti Nitře. Olatunji nastoupil po zhruba hodině hry jako střídající hráč za Daniela Pavúka.

### Larnaka
Dne 19. května 2021 podepsal novou dvouletou smlouvu s kyperským klubem AEK Larnaka, a to poté co v kyperské druhé nejvyšší soutěži v dresu Alki Oroklini vstřelil 20 branek v 15 ligových utkáních.
Olatunji v podzimní části sezony 2022/23 za Larnaku odehrál 20 soutěžních utkání a vstřelil dvě branky, zasáhl také do skupinové fáze Evropské ligy a kvalifikace Ligy mistrů.

### Slovan Liberec
Olatunji hostoval na jaře 2023 z kyperského AEK Larnaka ve Slovanu Liberec. Olatunji na jaře za Severočechy odehrál celkem 19 zápasů, v nichž vstřelil 8 gólů a připsal si jednu asistenci. Slovan na něj na konci května uplatnil opci. K Nise se však talentovaný hráč už nevrátil, přestoupil totiž do pražské Sparty.

### Sparta Praha
Olatunji přestoupil v létě 2023 z Liberce do mistrovské Sparty jako náhrada za Tomáše Čvančaru, jenž zamířil do německé nejvyšší soutěže. Na Letné podepsal víceletý kontrakt. Transfer dlouho komplikovala chybějící víza. Nejprve v jeho rodné Nigérii, potom se Olatunji připravoval individuálně na Kypru. V dresu Sparty debutoval 29. července při výhře 1:0 nad Zlínem. O dva týdny později si odbyl svůj sparťanský debut také v evropských pohárech, když v 72. minutě třetího předkola Ligy mistrů proti Kodani vystřídal Lukáše Haraslína. Zápas po remíze 1:1 došel do prodloužení, v 107. minutě Olatunji gólem poslal Spartu do vedení 3:2. Pražský celek nicméně prohrál po penaltovém rozstřelu. Dne 31. srpna Olatunji rozhodujícím gólem v 87. minutě zápasu čtvrtého předkola Evropské ligy proti Dinamu Záhřeb poslal Spartu do základní skupiny po výhře 4:1. V české lize se Olatunji poprvé v dresu Sparty prosadil 17. září při výhře 5:0 nad Slováckem. 8. října byl Olatunji vyloučen v 19. minutě ligového utkání s Hradcem Králové.
V jarní části sezóny se Olatunji poprvé prosadil 18. února do sítě Slovanu Liberec; k výhře 2:1 přispěl kromě branky i asistencí na gól Lukáše Haraslína. O deset dní později nastoupil v základní sestavě utkání pražského derby ve čtvrtfinále MOL Cupu a dvěma góly v druhém poločase pomohl Spartě k postupu po výhře 3:2 po prodloužení. Olatunji se střelecky prosadil i v semifinále proti SFC Opava a přispěl k výhře 2:0. 18. května slavil se Spartou po výhře 5:0 nad Mladou Boleslaví ligový titul a o čtyři dny později naskočil do závěru finálového utkání ligového poháru proti Viktorii Plzeň. Pražský klub po výhře 2:1 slavil double.
Olatunji se střelecky prosadil v prvním kole nové sezóny a pomohl Spartě k výhře 2:1 nad Pardubicemi. Další branku přidal o týden později při výhře 4:1 nad Teplicemi a 30. července v druhém předkole Ligy mistrů proti Shamrocku Rovers. 6. srpna se Olatunji jako střídající hráč gólově prosadil v prvním utkání třetího předkola proti rumunskému FCSB. 